# Schwallungen
Schwallungen är en kommun och ort i Landkreis Schmalkalden-Meiningen i förbundslandet Thüringen i Tyskland.
Kommunen ingår i förvaltningsgemenskapen Wasungen-Amt Sand tillsammans med kommunerna Friedelshausen, Mehmels och Wasungen.